# Anderlingen
Anderlingen is een gemeente in de Duitse deelstaat Nedersaksen. De gemeente maakt deel uit van de Samtgemeinde Selsingen in het Landkreis Rotenburg (Wümme).
Anderlingen telt 828 inwoners.
Het dorp is bekend geworden, omdat in een heuvel bij het dorp in 1907 de Steenkist van Anderlingen is gevonden. De van afbeeldingen voorziene steen uit dit monument uit de Bronstijd (Bildstein) siert ook het dorpswapen van Anderlingen.  De Steenkist behoort tot de collectie van het  Niedersächsische Landesmuseum Hannover in de stad Hannover. Ook de in en bij de steenkist gedane archeologische vondsten bevinden zich in dit museum. De Steenkist van Anderlingen wordt als een van de belangrijkste bewaard gebleven monumenten uit de prehistorie van Nedersaksen beschouwd. 

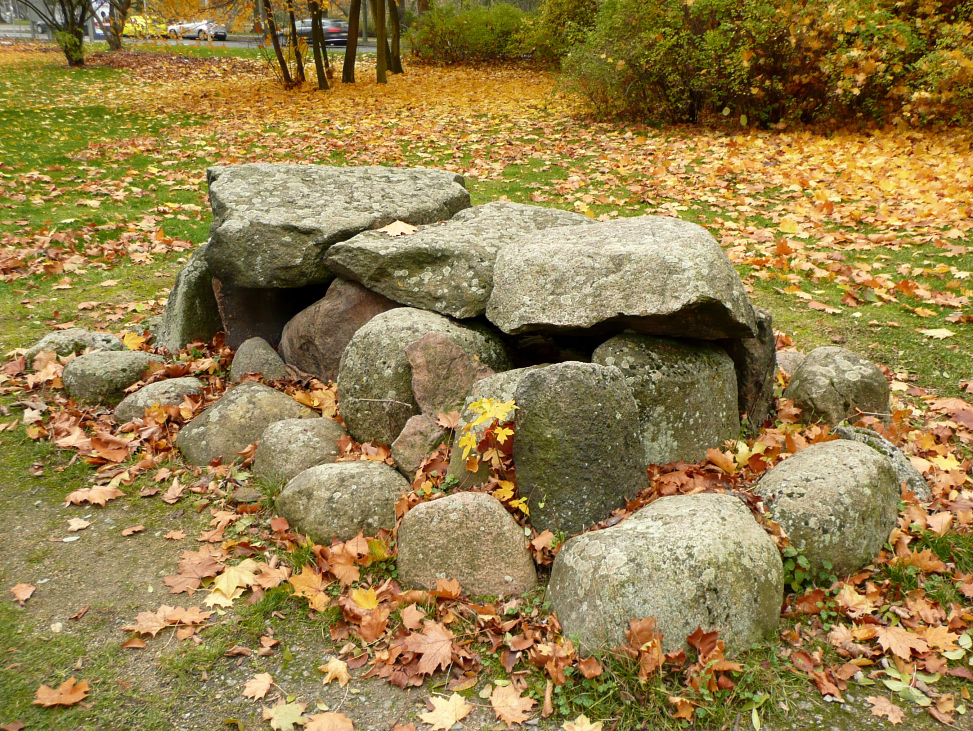
De steenkist  van Anderlingen in Hannover

Voor verdere informatie, zie Samtgemeinde Selsingen.
- Gemeinsame Normdatei: 10046365-4
- Virtual International Authority File: 144031869

Ahausen · 
Alfstedt · 
Anderlingen · 
Basdahl · 
Bötersen · 
Bothel · 
Breddorf · 
Bremervörde · 
Brockel · 
Bülstedt · 
Deinstedt · 
Ebersdorf · 
Elsdorf · 
Farven · 
Fintel · 
Gnarrenburg · 
Groß Meckelsen · 
Gyhum · 
Hamersen · 
Hassendorf · 
Heeslingen · 
Hellwege · 
Helvesiek · 
Hemsbünde · 
Hemslingen · 
Hepstedt · 
Hipstedt · 
Horstedt · 
Kalbe · 
Kirchtimke · 
Kirchwalsede · 
Klein Meckelsen · 
Lauenbrück · 
Lengenbostel · 
Oerel · 
Ostereistedt · 
Reeßum · 
Rhade · 
Rotenburg · 
Sandbostel · 
Scheeßel · 
Seedorf · 
Selsingen · 
Sittensen · 
Sottrum · 
Stemmen · 
Tarmstedt · 
Tiste · 
Vahlde · 
Vierden · 
Visselhövede · 
Vorwerk · 
Westertimke · 
Westerwalsede · 
Wilstedt · 
Wohnste · 
Zeven